# Jerzy Kaczmarek
Jerzy Mieczysław Kaczmarek (Lubsko, 8 de enero de 1948) es un deportista polaco que compitió en esgrima, especialista en la modalidad de florete.
Participó en los Juegos Olímpicos de Múnich 1972, obteniendo una medalla de oro en la prueba por equipos. Ganó cuatro medallas en el Campeonato Mundial de Esgrima entre los años 1969 y 1974.

## Palmarés internacional
| Juegos Olímpicos   | Juegos Olímpicos    | Juegos Olímpicos  | Juegos Olímpicos    |
| Año                | Lugar               | Medalla           | Prueba              |
| ------------------ | ------------------- | ----------------- | ------------------- |
| 1972               | Múnich (RFA)        | Medalla de oro    | Florete por equipos |
| Campeonato Mundial |                     |                   |                     |
| Año                | Lugar               | Medalla           | Prueba              |
| 1969               | La Habana (Cuba)    | Medalla de plata  | Florete por equipos |
| 1971               | Viena (Austria)     | Medalla de plata  | Florete por equipos |
| 1973               | Gotemburgo (Suecia) | Medalla de bronce | Florete por equipos |
| 1974               | Grenoble (Francia)  | Medalla de plata  | Florete por equipos |